# Darin A. Croft
Darin Andrew Croft (* 12. Juni 1971 in Douglas, Nebraska), meist als Darin A. Croft zitiert, ist ein US-amerikanischer Paläontologe und Hochschullehrer, der sich vornehmlich mit den fossilen Säugetieren des Känozoikums in Südamerika befasst.

## Leben
Croft begann 1989 ein Biologiestudium an der University of Iowa, das er 1993 mit dem Bachelor of Arts abschloss. 1996 graduierte er mit der Arbeit Micromammal cave fossils from northwestern Honduras zum Master of Science in Biologie und Anatomie an der University of Chicago. Nach seinem Doktoratsstudium wurde er im Jahr 2000 mit der Dissertation Archaeohyracidae (Mammalia: Notoungulata) from the Tinguiririca fauna, Cetranl Chile, and the evolution and paleoecology of South American mammalian herbivores unter der Leitung von John Joseph Flynn und James Hopson an derselben Institution zum Ph.D. promoviert. Seine Postdoc-Phase absolvierte er am Field Museum of Natural History. 
2003 wurde Croft Assistant Professor für Anatomie an der Case Western Reserve University School of Medicine in Cleveland, Ohio, 2009 wurde er dort zum außerordentlichen Professor ernannt und 2017 zum ordentlichen Professor befördert. Seine Aufgabenbereiche in den Fachbereichen Biologie und EEPS (Geowissenschaften, Umweltwissenschaften und Planetologie) umfassen Biomechanik und funktionelle Morphologie, vergleichende Anatomie, Makroökologie, Paläobiologie, Paläoökologie, Paläoumwelt, Phylogenetik, Systematik, Taxonomie sowie die Wirbeltierpaläontologie.
Croft vermittelt Medizinstudenten sowie Doktoranden Kenntnisse in der Kopf- und Halsanatomie. Zudem unterrichtet er einen Lehrgang über die Artenvielfalt und Evolution von Säugetieren an der Case Western Reserve University. In Kooperation mit verschiedenen Museen hat er Vorträge gehalten und war an der Gestaltung von Websites und Ausstellungen beteiligt. Des Weiteren hat er an Live- und Videoproduktionen mitgewirkt, die darauf abzielen, sowohl Erwachsene als auch Kinder über die Themen Paläontologie, Säugetiere und Evolution zu informieren. Seine Forschungsarbeiten dienen als Grundlage, um die Prinzipien der Entdeckung, Präparation, Ausstellung und wissenschaftlichen Untersuchung von Fossilien verständlich zu machen und einem breiten Publikum zugänglich zu machen.
Croft ist wissenschaftlicher Mitarbeiter beim American Museum of Natural History in New York City, beim Carnegie Museum of Natural History in Pittsburgh, beim Cleveland Museum of Natural History sowie beim Field Museum of Natural History in Chicago. Zudem war er externer Dozent an der Facultad de Ciencias der Universidad Austral de Chile in Valdivia.
Crofts Hauptforschungsgebiet ist die Evolution der Säugetiere in Südamerika, darunter Nagetiere, Gürteltiere, Faultiere, Beuteltiere und mehrere Gruppen von ausgestorbenen Pflanzenfressern, die als südamerikanische Huftiere bekannt sind. Sein besonderes Interesse gilt der Paläoökologie, d. h. der Untersuchung, wie ausgestorbene Tiere lebten und miteinander interagierten, sowie der Entwicklung von Säugetiergemeinschaften auf isolierten Kontinenten. 
Die Feldforschung stellt einen zentralen Aspekt der wissenschaftlichen Arbeit von Croft dar. Er hat zahlreiche Feldexkursionen initiiert oder daran mitgewirkt. Der Großteil dieser Expeditionen wurde in Südamerika durchgeführt, insbesondere in den Ländern Chile und Bolivien. Darüber hinaus umfassten seine Forschungsaktivitäten auch Australien, Madagaskar und den westlichen Teil Nordamerikas.
Croft ist Redakteur bei den Fachzeitschriften Ameghiniana und Geobios sowie seit 2021 Chefredakteur beim Journal of Mammalian Evolution, in dem Artikel zu einer Vielzahl von Themen veröffentlicht werden, die sich mit rezenten und ausgestorbenen Säugetieren befassen.
Croft ist Mitglied bei der Asociación Chilena de Paleontología, bei der Asociación Paleontológica Argentina, bei der American Society of Mammalogists, bei Sigma Xi, bei der Society for the Study of Mammalian Evolution sowie bei der Society of Vertebrate Paleontology.
2016 war Croft Autor des Werks Horned armadillos and rafting monkeys: the fascinating fossil mammals of South America, das von dem bulgarischen Paläokünstler Velizar Simeonovski illustriert wurde. 2018 war er Mitherausgeber der Monografie Methods in paleoecology: reconstructing Cenozoic terrestrial environments and ecological communities. 2022 war er Co-Autor der Schrift Notoungulata and Litopterna of the Early Miocene Chucal Fauna, Northern Chile, die in die Reihe Fieldiana erschien.

## Erstbeschreibungen unter der Beteiligung von Darin A. Croft
- Archaeotypotherium Croft, Bond, Flynn, Reguero & Wyss, 2003
- Protarchaeohyrax Reguero, Croft, Flynn & Wyss, 2003
- Altitypotherium Croft, Flynn & Wyss, 2004
- Eotypotherium Croft, Flynn & Wyss, 2004
- Caraguatypotherium Flynn, Croft, Charrier, Wyss, Herail & Garcia, 2005
- Bubalus cebuensis Croft, Heaney, Flynn & Bautista, 2006
- Miocochilius federicoi Croft, 2007
- Parapropalaehoplophorus Croft, Flynn & Wyss, 2007
- Plesiotypotherium minus Croft, 2007
- Punahyrax Reguero, Croft, López & Alonso, 2008
- Mesoprocta Croft, Chick & Anaya, 2011
- Quebradahondomys Croft, Chick & Anaya, 2011
- Andemys Bertrand, Flynn, Croft & Wyss, 2012
- Cachiyacuy Antoine, Marivaux, Croft, Billet, Ganerod, Jaramillo, Martin, Orliac, Tejada, Altamirano, Duranthon, Fanjat, Rousse & Salas Gismondi, 2012
- Canaanimys Antoine, Marivaux, Croft, Billet, Ganerod, Jaramillo, Martin, Orliac, Tejada, Altamirano, Duranthon, Fanjat, Rousse & Salas Gismondi, 2012
- Elmerriggsia Shockey, Flynn, Croft, Gans & Wyss, 2012
- Hegetotherium cerdasensis Croft, Carlini, Ciancio, Brandoni, Drew, Engelman & Anaya, 2016
- Chlorocyon phantasma Engelman, Croft, Flynn, Gans & Wyss, 2018
- Rosendo Wyss, Flynn & Croft, 2018
- Eomakhaira molossus Engelman, Flynn, Wyss & Croft, 2020
- Juchuysillu Croft & Anaya, 2020
- Mesolicaphrium McGrath, Anaya & Croft, 2020
- Olisanophus McGrath, Anaya & Croft, 2020
- Miochinchilla Croft, Flynn, Wyss, Charrier & Anaya, 2021
- Kelenkura Barasoain, Zurita, Croft, Montalvo, Contreras, Miño-Boilini & Tomassini, 2022